# Astralarctia canalis
Astralarctia canalis là một loài bướm đêm thuộc phân họ Arctiinae, họ Erebidae.